# Відносини Україна — Європейський Союз
Відносини Україна — ЄС — це двосторонні відносини між Україною та Європейським Союзом у галузі міжнародної політики, економіки, освіти, науки та культури. З 23 червня 2022 року Україна є кандидатом на членство у ЄС.
ЄС є політичним, економічним і культурним об'єднанням з ознаками конфедерації, до якого входять 27 європейських держав із населенням 447 706 209 осіб (станом на 1 липня 2020 року).
Угода про асоціацію була ініційована у 2012 році, але український уряд припинив підготовку до її підписання 21 листопада 2013 року під час президентства проросійського політика Віктора Януковича. Він, як тодішній глава держави, взяв участь у саміті ЄС у Вільнюсі 28—29 листопада 2013 року, де Угоду про асоціацію планувалося підписати, але цього не було зроблено. Рішення відмовитися від підписання угоди стало приводом для початку Євромайдану і в підсумку призвело до усунення Януковича та уряду Миколи Азарова після Революції Гідності в лютому 2014 року. 21 лютого 2019 року Конституцію України було змінено, норми щодо стратегічного курсу України на набуття членства в Європейському Союзі та в НАТО закріплено у преамбулі Основного Закону, трьох статтях та перехідних положеннях. Відтоді Україна прагне повної інтеграції та вступ до Європейського Союзу, що прописано в Конституції України з 21 лютого 2019 року.
Політичну частину Угоди про асоціацію підписав 21 березня 2014 року прем'єр-міністр Арсеній Яценюк. Економічну частину Угоди про асоціацію між Україною та Європейським Союзом 27 червня 2014 року підписав п'ятий президент Петро Порошенко.
1 січня 2016 року Україна приєдналася до ПВЗВТ із ЄС. Українським громадянам із 11 червня 2017 року було надано безвізовий режим для в'їзду до країн Шенгенської зони на термін до 90 днів протягом будь-якого 180-денного періоду. Угода про асоціацію офіційно набула чинності 1 вересня 2017 року. 12 жовтня 2021 року Україна уклала авіаційний безвіз з ЄС. 16 березня 2022 року Україна приєдналася до синхронної мережі континентальної Європи, а саме ENTSO-E.
24 лютого 2022 року почалося повномасштабне російське вторгнення в Україну. Після цього 28 лютого Україна подала заявку на вступ до ЄС, а підтримка вступу до ЄС в Україні зросла до рекордних 91 %. У перші дні широкомасштабної російсько-української війни відбувся ріст з 68 % до 86 %, далі ріст продовжився і станом на кінець березня становить 91 % — абсолютний рекорд за всі роки досліджень. Європарламент, Єврокомісія та Європейська рада підтримали українську заявку, і 23 червня Україна отримала статус кандидата у члени ЄС.
14 грудня 2023 року Рада Європейського Союзу вирішила розпочати переговори щодо вступу України до Європейського Союзу.
Україна межує з чотирма членами ЄС: Угорщиною, Польщею, Словаччиною та Румунією — загальною довжиною близько 1358 км (844 миль) з 33 пунктами перетину кордону автомобільним, залізничним, поромним, пішохідним та велосипедним шляхом.

## Історія

### Ранні відносини
Представництво Європейської Комісії в Україні було відкрито в Києві у вересні 1993 року. Із 1 грудня 2009 року (після набуття чинності Лісабонського договору) Представництво Європейської Комісії перетворилося на Представництво ЄС в Україні.

Україна давно розглядається як важливий, але складний політичний партнер ЄС. На думку спостерігачів, це пов'язано з такими факторами, як небажання ЄС розширюватися на пострадянський простір, погані показники української економіки, внутрішня нестабільність (після Помаранчевої революції)[джерело?].
— Юлія Тимошенко під час святкування 20-ї річниці падіння комунізму в Польщі (4 червня 2009 р.)
Прагнення України приєднатися до європейських інституцій бере свій початок з 1994 року, коли уряд заявив, що інтеграція до ЄС є головною метою зовнішньої політики. Насправді тоді мало що було зроблено, оскільки Києву довелося на той час враховувати думку Росії, яка залишалася його основним торговим партнером та постачальником природного газу та викопних енергоносіїв.
Політичний діалог між ЄС та Україною почався 1994 року, коли було підписано Угоду про партнерство та співробітництво (УПС). Цей документ був зосереджений на економічних та соціальних питаннях, а також на необхідності вдосконалення державного управління та гарантування вільної преси та громадянських прав. Структура політичних дискусій була скромною: щорічна зустріч між «трійкою» ЄС та керівництвом України та деякі міжвідомчі консультації. Угода про партнерство та співробітництво 1994 року набула чинності в 1998 році та закінчилась у 2008 році. Перший саміт Україна — ЄС відбувся у вересні 1997 року в Києві. Під час другого саміту у жовтні 1998 року у Відні відносини Україна — ЄС були визначені як «стратегічне та унікальне партнерство», і Україна вперше заявила про своє бажання отримати асоційоване членство в ЄС.
Жодне із засідань найвищого рівня не призвело до значних змін до застереженого підходу ЄС. Лідери зосереджувались в основному на посткомуністичному економічному переході та правах людини, а також на питаннях, пов'язаних із Чорнобильською АЕС та її стримуванням.
У 2002 році комісар ЄС із питань розширення Ґюнтер Фергойґен заявив, що «європейська перспектива» для України не обов'язково означає членство протягом 10—20 років; однак це можливо. Того ж року президент України Леонід Кучма заявив, що Україна хоче підписати угоду про асоціацію з ЄС до 2003—2004 рр. і що Україна виконає всі вимоги щодо членства в ЄС до 2007—2011 років.

### Відносини після Помаранчевої революції
Помаранчева революція наприкінці 2004 року покращила європейські перспективи України; опозиційний лідер Віктор Ющенко натякнув на натиск на ЄС для поглиблення зв'язків і описав план із чотирьох пунктів: визнання України ринковою економікою, вступ до Світової організації торгівлі, асоційоване членство в Європейському Союзі і, нарешті, повне членство. Президент України Віктор Ющенко попросив у Брюсселі в середині грудня 2004 року чіткіших вказівок на перспективи членства України, сказавши, що
…затверджений План дій відображає лише рівень відносин між Україною та ЄС, якого ми могли досягти до президентських виборів у 2004 році.
13 січня 2005 року Європейський Парламент майже одноголосно (467 голосів проти 19) підтримав пропозицію, у якій висловив побажання Європейського парламенту встановити тісніші зв'язки з Україною з огляду на можливість членства в ЄС. Незважаючи на те, що до початку переговорів про членство в ЄС ще довгий шлях, Європейська комісія заявила, що майбутнє членство в ЄС не буде виключено. Ющенко відповів на апатичні настрої Комісії, заявивши, що він має намір надіслати заявку на членство в ЄС «найближчим часом» і що він має намір уважно вивчити відносини України зі Співдружністю Незалежних Держав, щоб забезпечити інтеграцію до ЄС. Декілька лідерів ЄС вже заявили про рішучу підтримку тісніших економічних зв'язків з Україною, але припинили пряму підтримку такої заявки.

21 березня 2005 року міністр МЗС Польщі Адам Даніель Ротфельд зазначив, що Польща всіляко сприятиме прагненню України до інтеграції до ЄС, досягнення статусу країни з ринковою економікою та вступу до Світової організації торгівлі. Він також сказав:
На даний момент ми повинні говорити про конкретні кроки у співпраці, а не за пусті розмови про європейську інтеграцію.
Через три дні опитування шести найбільших країн ЄС, проведене французькою дослідницькою компанією, показало, що європейська громадськість із більшою ймовірністю прийме Україну як майбутнього члена ЄС, ніж будь-яка інша країна, яка в даний час не є офіційним кандидатом.
У жовтні 2005 р. Президент Комісії Жозе Мануель Баррозу заявив, що майбутнє України за ЄС. Однак 9 листопада 2005 року Європейська комісія у своєму новому стратегічному документі запропонувала, що поточний порядок денний про розширення (Хорватія та в майбутньому інші країни колишньої Югославії) може заблокувати можливість майбутнього приєднання України, Вірменії, Білорусі, Грузії, та Молдови. Комісар Оллі Рен заявив, що ЄС слід уникати надмірного розширення, додавши, що поточна програма розширення вже є досить повною.
На думку української влади, ЄПС не є адекватним політичним інструментом, оскільки приєднання до ЄС було однією з основних цілей усіх урядів з 1994 року: було досягнуто незначного прогресу, щоб поставити найбільшу європейську країну на шлях остаточного членства.

#### Переговори про асоціацію
У березні 2007 р. ЄС та Україна розпочали переговори про нову «більш широку угоду», спрямовану на надання правової бази для більш тісного економічного співробітництва та кращого політичного діалогу. Було домовлено, що Україна та ЄС розпочнуть паралельні переговори щодо створення зони вільної торгівлі. Пізніше у 2007 році було оголошено, що це питання буде включено до проєкту угоди як окрема глава.
— Президент Ющенко на XVI Саміті глав держав Центральної та Східної Європи (19 червня 2009 р.)
За кілька днів до саміту міністри закордонних справ держав-членів на зустрічі в Авіньйоні (Франція) домовились, що підписана з Україною угода про асоціацію не матиме нічого спільного з угодами про асоціацію, підписаними ЄС із багатьма східноєвропейськими державами (з Польщі до Румунії на початку 1990-х, Західні Балкани до кінця 1990-х). ЗМІ повідомляли, що Нідерланди, Бельгія, Люксембург та Німеччина категорично виступають проти включення «Україна є європейською державою» до юридично обов'язкових документів ЄС. Це було визнано провалом політика доби Кучми, пана Романа Шпека, тодішнього посла України в Брюсселі. Його замінив пан Андрій Веселовський, досвідченіший дипломат.
Спільний план дій Україна — ЄС був схвалений Європейською Радою 21 лютого 2005 року. Він базувався на Угоді про партнерство та співробітництво 1994 року та забезпечував, на думку Європейської Комісії, всеосяжну та амбіційну основу для спільної роботи з Україною у всі ключові напрямки реформ.
Переговори про угоду про вільну торгівлю між Україною та Європейським Союзом розпочалися 18 лютого 2008 року між урядом України та Уповноваженим ЄС із торгівлі.
Португалія публічно заявила, що підтримує вступ України до ЄС у липні 2008 року.
22 липня 2008 р. було оголошено, що 8 вересня 2008 р. В Евіан-ле-Бен між Україною та ЄС буде підписана угода «Про стабілізацію та асоціацію».

### Другий уряд Тимошенко

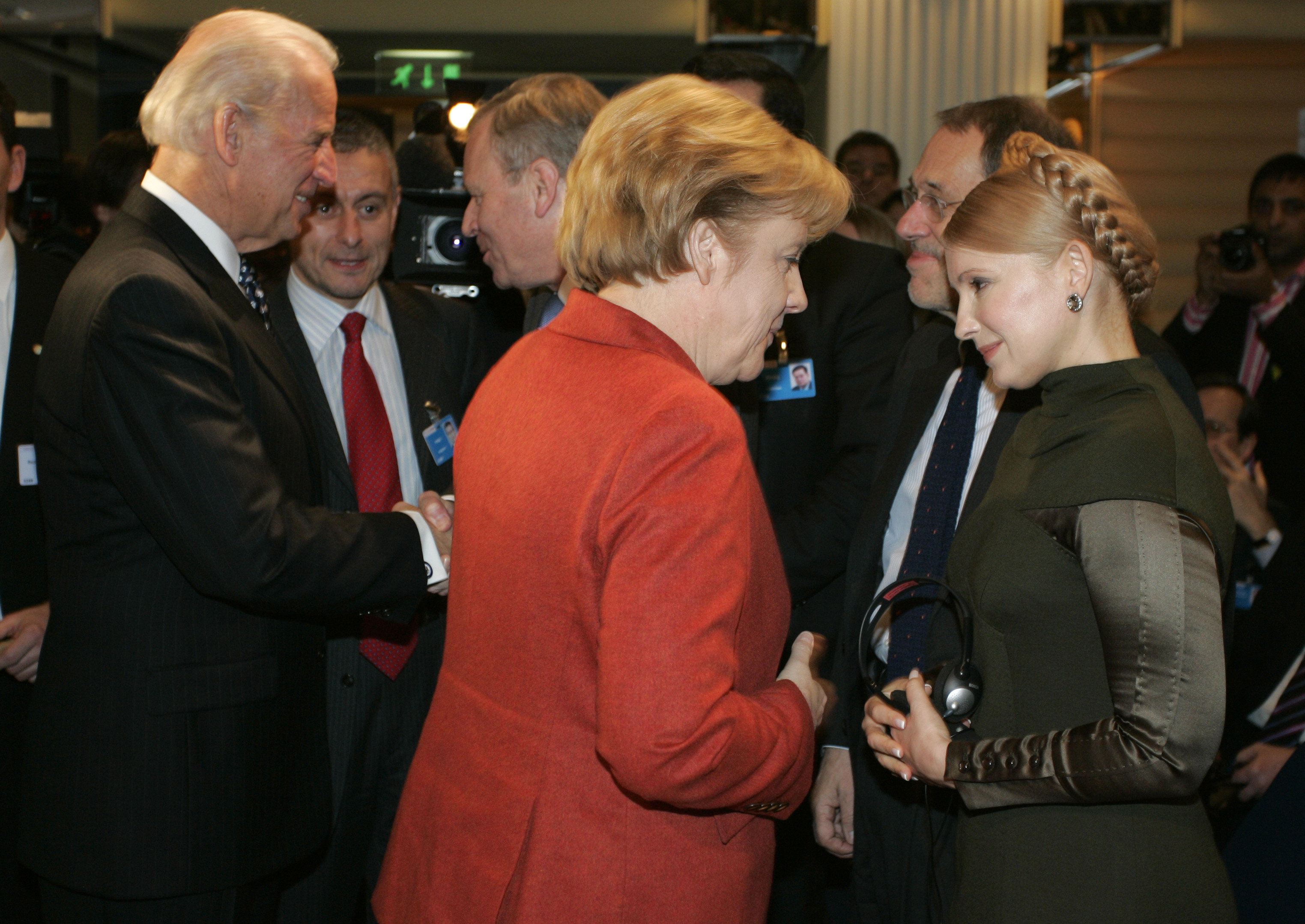
Ангела Меркель (канцлер Німеччини) та Юлія Тимошенко (прем'єр-міністр України) під час 45-ї Мюнхенської конференції з безпеки (7 лютого 2009)

2 жовтня 2008 року президент України Ющенко заявив, що Угода про асоціацію між країною та ЄС буде підписана «протягом шести-восьми місяців». Того дня він зустрівся з королем Швеції Карлом XVI Густавом, який здійснив державний візит до Києва. За словами Ющенка,
…угода наполовину готова, і він сподівається, що буде можливість доопрацювати та підписати її під час головування Швеції в ЄС.
Він також привітав ініціативу Східного партнерства, запропоновану раніше міністрами закордонних справ Польщі та Швеції.
20—24 жовтня 2008 р. ЄС та Україна провели раунд переговорів щодо розділу зони вільної торгівлі угоди про асоціацію. За даними деяких українських ЗМІ, «ЄС пообіцяв лібералізувати торгові відносини». Представник України заявив, що не можна «надто сильно концентруватися» на переговорах, оскільки український уряд має зробити багато для того, щоб відповідати певним критеріям. Він також сказав, що «незабаром Балкани увійдуть у європейський торговий простір, і тому Україна може втратити ці ринки». Це було розглянуто як привід для просування України вперед щонайменше, як тільки на Балканах ЄС не коментував це сприйняття.
29 жовтня 2008 р. Комісар ЄС Жак Барро та українські чиновники зустрілися в Брюсселі для початку переговорів про безвізовий режим. Київ просив «дорожню карту» щодо скасування віз, включаючи безпеку проїзних документів, нерегулярну міграцію, громадський порядок та зовнішні відносини. Але уповноважений ЄС із питань правосуддя уникав вказати конкретні дати. Більше того, українська сторона стверджувала, що угода про спрощення візового режиму 2007 року не повністю виконується державами-членами ЄС. Представник Єврокомісії цитував слова, що Брюссель готовий ввести санкції проти тих, хто не поважає угоду. Посольства Іспанії, Нідерландів, Німеччини та Бельгії були названі одними з найбільш активних порушників правил. Зробити обробку віз тривалою та дорогою — одне з основних порушень угоди. 28 жовтня 2008 року прем'єр-міністр Бельгії Ів Летерм сказав, що українцям потрібно уникати посередників у процедурах отримання віз, якщо вони хочуть зменшити свою вартість. Проблема полягає в тому, що деякі консульства, включаючи бельгійські, зобов'язують шукачів віз мати справу з посередником.

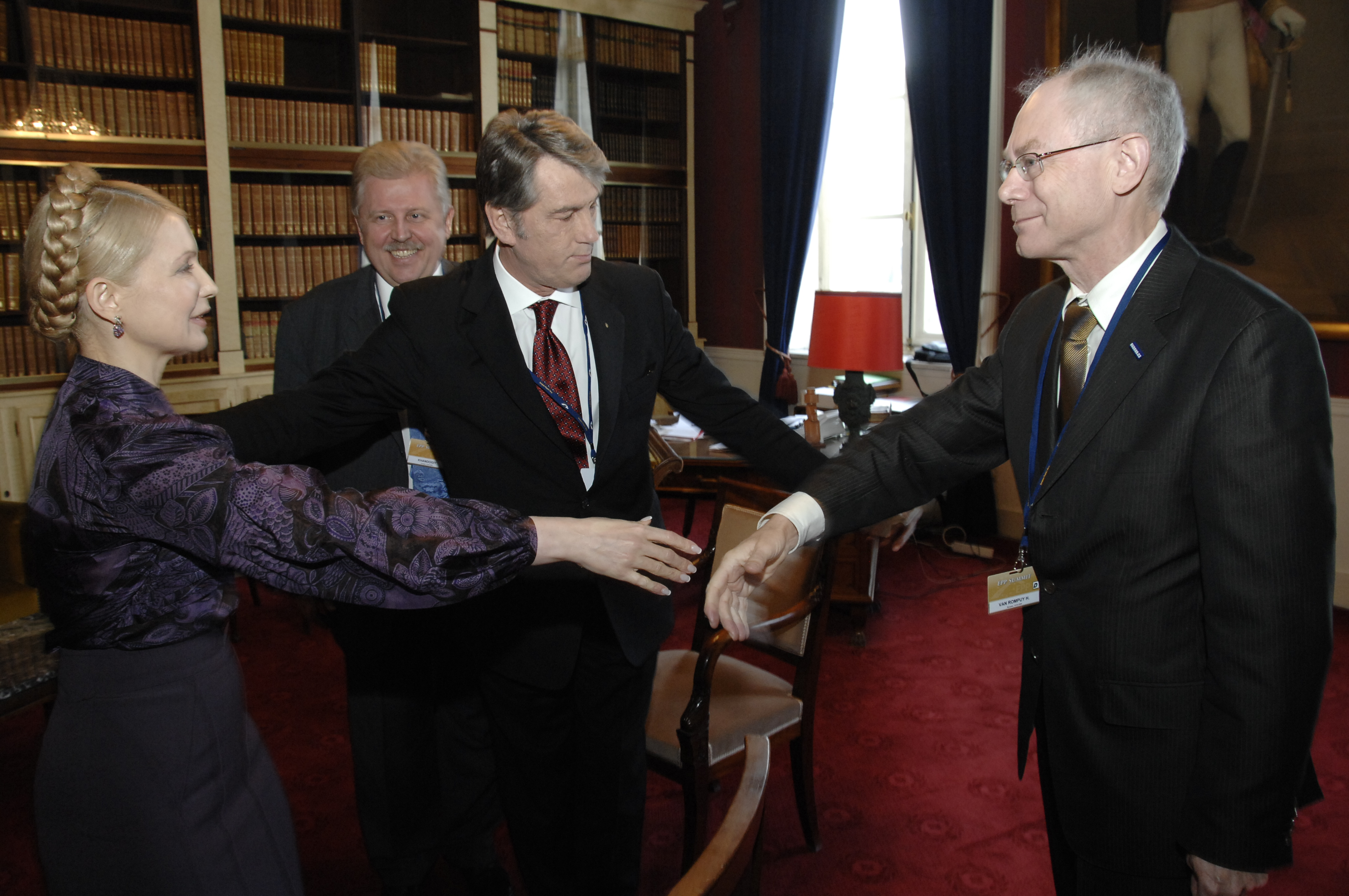
Зліва направо: Тоді прем'єр-міністр України Юлія Тимошенко та президент Віктор Ющенко зустрічалися з президентом Європейської ради Германом Ван Ромпеєм у 2009 році.

За словами президента України Ющенка, деякі посольства країн ЄС часто вимагають від українців пред'явлення документів, що не було передбачено в угоді про спрощення візового режиму. Близько 5 % українців, які бажають поїхати до ЄС, позбавлені віз, що, за словами Ющенка, «не відповідає стандартам наших домовленостей із ЄС».
4 червня 2009 року деякі ЗМІ повідомили, що Вільна демократична партія Німеччини у своїй програмі відкрито заявила, що Україна має право на членство в ЄС на довгострокову перспективу. Це була перша велика політична партія Німеччини, яка заявила про це.
16 червня 2009 року було прийнято новий практичний інструмент — Порядок денний асоціації Україна — ЄС.
У вересні 2009 року високопоставлені українські дипломати запропонували Україні подати заявку на членство в ЄС після президентських виборів у січні 2010 року, приблизно в березні 2010 року, що означало б, що офіційна відповідь на заявку, швидше за все, відбудеться на початку 2011 року під час польського головування в Європейський Союз. Однак цього не сталося.

5 жовтня 2009 року голова Комітету Верховної Ради з питань європейської інтеграції Борис Тарасюк прокоментував:
ЄС розглядає запровадження режиму безкоштовного візового режиму для українців, які подорожують до країн-членів Європейського Союзу, лише як довгострокову перспективу.
Українські політики продовжують наполягати на тому, щоб запровадження цього режиму безвізового режиму відбулося до 2012 року, коли в Україні та Польщі відбудеться чемпіонат Європи з футболу. За словами Тарасюка, головною перешкодою на шляху запровадження режиму вільного візового режиму між Україною та ЄС є той факт, що Україна «не закінчила свою роботу над законодавством щодо формування демографічної [бази даних], яка потім могла б стати хорошою основою для видачі біометричні паспорти» та відсутність загальної бази даних про видачу закордонних паспортів громадянам України. За словами Тарасюка, ЄС побоюється, що це дає можливість масової фальсифікації.
16 грудня 2009 року президент Європейської Комісії Жозе Мануель Баррозу заявив, що «наші українські друзі повинні зробити більше, якщо вони хочуть, щоб ми їм більше допомагали». Він також заявив, що «розширення неможливе в нинішній ситуації».

#### Східне партнерство (2009)

Члени Східного партнерства

Україна є однією із шести пострадянських держав, яким пропонується співпрацювати з ЄС у рамках нових багатосторонніх рамок, які передбачається створити Східним партнерством. Однак Київ зазначив, що залишається песимістичним щодо «доданої вартості» цієї ініціативи. Дійсно, Україна та ЄС вже розпочали переговори щодо нових, посилених політичних угод та угод про вільну торгівлю (угоди про асоціацію та вільну торгівлю). Крім того, відбувся певний прогрес у лібералізації візового режиму, незважаючи на постійні проблеми у візовому підході держав-членів ЄС до українців.
Тому Україна має особливий погляд на проєкт Східного партнерства. На думку українського головування, воно повинно відповідати, у випадку його країни, стратегічній зовнішньополітичній меті, тобто інтеграції до ЄС. Однак документи Східного партнерства (Декларація Європейської Ради у травні 2009 р.) Не підтверджують таких пріоритетів, як політична та економічна інтеграція чи скасування віз.
Україна висловила ентузіазм щодо проєкту. Віце-прем'єр-міністр України Григорій Немиря заявив, що проєкт — це шлях модернізації країни і що вони вітають політику Східного партнерства, оскільки вона використовує «де-факто» ті самі інструменти, що і для кандидатів у ЄС.
У рамках Східного партнерства Польща та Україна досягли нової угоди, яка замінює візи спрощеними дозволами для українців, які проживають у межах 30 км від кордону. До 1,5 млн осіб можуть скористатися цією угодою, яка набрала чинності 1 липня 2009 року.

### Президентство Віктора Януковича
У травні 2010 року президент Віктор Янукович пообіцяв прийняти в червні 2010 року законодавство, необхідне для створення зони вільної торгівлі між Україною та Європейським Союзом. Янукович очікував скасування віз між Україною та країнами-членами ЄС і створення зони вільної торгівлі до березня 2011 року.
Уряд Азарова продовжував політику спрямовану на інтеграцію до ЄС. Протягом травня та червня 2010 року прем'єр-міністр Микола Азаров та міністр закордонних справ України Костянтин Грищенко заявляли, що інтеграція до Європи була і залишається пріоритетом внутрішньої та зовнішньої політики України. Політика уряду Азарова не виключає інтеграції в ЄС, заявив 12 травня 2010 року комісар ЄС із питань розширення Штефан Фюле.
«План дій для України щодо встановлення безвізового режиму для короткострокових поїздок» між Європейською Радою та Україною було погоджено 22 листопада 2010 р. Ця дорожня карта вимагає значного вдосконалення українського прикордонного контролю, політики міграції та надання притулку.
У даний час проводяться спроби змінити французьку конституцію з метою скасування обов'язкового референдуму щодо всіх приєднань до ЄС країн із населенням більше 5 % від загальної кількості населення ЄС; цей пункт стосується України та Туреччини.

#### Угода про асоціацію між Україною та Європейським Союзом
Угода про асоціацію з ЄС (АА) була парафована 30 березня 2012 року в Брюсселі; але станом на листопад 2012 року 27 урядів ЄС та Європарламент ще не підписали угоду. Поводження та винесення вироку (розглядається лідерами ЄС як політично вмотивований процес) колишню прем'єр-міністерку України Юлію Тимошенко напружили відносини між ЄС та Україною. Європейський Союз та кілька його держав-членів, зокрема Німеччина, чинять тиск на президента України Віктора Януковича та його уряд Азарова, щоб зупинити затримання Тимошенко, побоюючись її погіршення здоров'я. Кілька зустрічей із Януковичем були покинуті лідерами ЄС, зокрема президентом Німеччини Йоахімом Ґауком.
На прохання опозиційних політиків в Україні представники уряду ЄС бойкотували чемпіонат УЄФА з футболу Євро-2012 з футболу в Україні. Лідери ЄС висловили припущення, що ПС та Поглиблена та всеосяжна Угода про вільну торгівлю не будуть ратифіковані, якщо Україна не розгляне занепокоєння щодо «різкого погіршення демократії та верховенства права», включаючи ув'язнення Тимошенко та Юрія Луценка в 2011 році та 2012 рік.

Заява Ради закордонних справ ЄС від 10 грудня 2012 року «підтверджує свою прихильність підписанню вже парафованої Угоди про асоціацію, включаючи глибоку та всеосяжну зону вільної торгівлі, як тільки українська влада продемонструє рішучі дії та відчутний прогрес у трьох сферах зазначене вище, можливо, до Саміту Східного партнерства у Вільнюсі в листопаді 2013 року». Це три напрямки:
Виборча, судова та конституційна реформи (відповідно до міжнародних стандартів є її невід'ємною частиною та загально узгодженими пріоритетами).
Костянтин Єлісєєв, посол України в ЄС, відповів у лютому 2013 року, відкинувши будь-які передумови ЄС для підписання АА. Однак 22 лютого 2013 року 315 із 349 зареєстрованих членів Верховної Ради затвердили резолюцію, в якій зазначено, що «в межах своїх повноважень» парламент забезпечить виконання «рекомендацій» Ради закордонних справ ЄС від 10 грудня 2012 року. На 16-му саміті Україна — ЄС 25 лютого 2013 року президент Європейської Ради Герман Ван Ромпей продовжив роботу за заявою Ради закордонних справ ЄС у грудні 2012 року, повторивши «заклик ЄС до рішучих дій та відчутного прогресу в цих сферах — не пізніше до травня цього року».
Того ж дня президент Янукович заявив, що Україна «зробить все можливе», щоб задовольнити вимоги ЄС. У той час президент Янукович також вів переговори з Росією щодо «пошуку правильної моделі» для співпраці з Митним союзом Білорусі, Казахстану та Росії. Але також 25 лютого 2013 року президент Європейської комісії Жозе Мануель Баррозу чітко дав зрозуміти, що «одна країна не може одночасно бути членом митного союзу і перебувати в глибокій спільній зоні вільної торгівлі з Європейським Союзом».
Для координації підготовки України до європейської інтеграції Уряд України прийняв План першочергових заходів щодо європейської інтеграції України на 2013 рік. Успішна реалізація плану передбачається як одна з умов, необхідних для підписання Угоди про асоціацію, запланованої на 29 листопада 2013 року під час Саміту Східного партнерства у Вільнюсі.
У березні 2013 року уповноважений ЄС із питань розширення Штефан Фюле повідомив Європарламент, що, хоча українська влада дала своє «однозначне зобов'язання» вирішити питання, порушені ЄС, останні «тривожні» інциденти, в тому числі скасування адвоката Тимошенко Мандат Сергія Власенка у Верховній Раді (парламенті України) може затримати підписання угод. Однак наступного дня українське Міністерство закордонних справ висловило оптимізм щодо того, що вони все одно будуть підписані в листопаді.
7 квітня 2013 року указом президента Януковича Луценко був звільнений із в'язниці та звільнений від подальшого покарання його та його колеги-міністра у другому уряді Тимошенко Георгія Філіпчука.
3 вересня 2013 р. (На відкритті сесії Верховної Ради після літньої перерви) президент Янукович закликав свій парламент прийняти закони, щоб Україна відповідала критеріям ЄС і могла підписати Угоду про асоціацію в листопаді 2013 р.
18 вересня уряд України одноголосно схвалив проєкт угоди про асоціацію.
25 вересня 2013 року голова Верховної Ради Володимир Рибак заявив, що впевнений, що його парламент прийме всі закони, необхідні для відповідності критеріям ЄС щодо Угоди про асоціацію, оскільки, крім Комуністичної партії України, «Верховна Рада об'єдналася навколо цих купюр».
20 листопада 2013 р. Уповноважений ЄС із питань розширення Фюле заявив, що очікує, що Верховна Рада розгляне та прийме інші законопроєкти, необхідні для підписання наступного дня угоди про асоціацію, запланованої на 29 листопада 2013 р.

#### Призупинення підписання договору про асоціацію

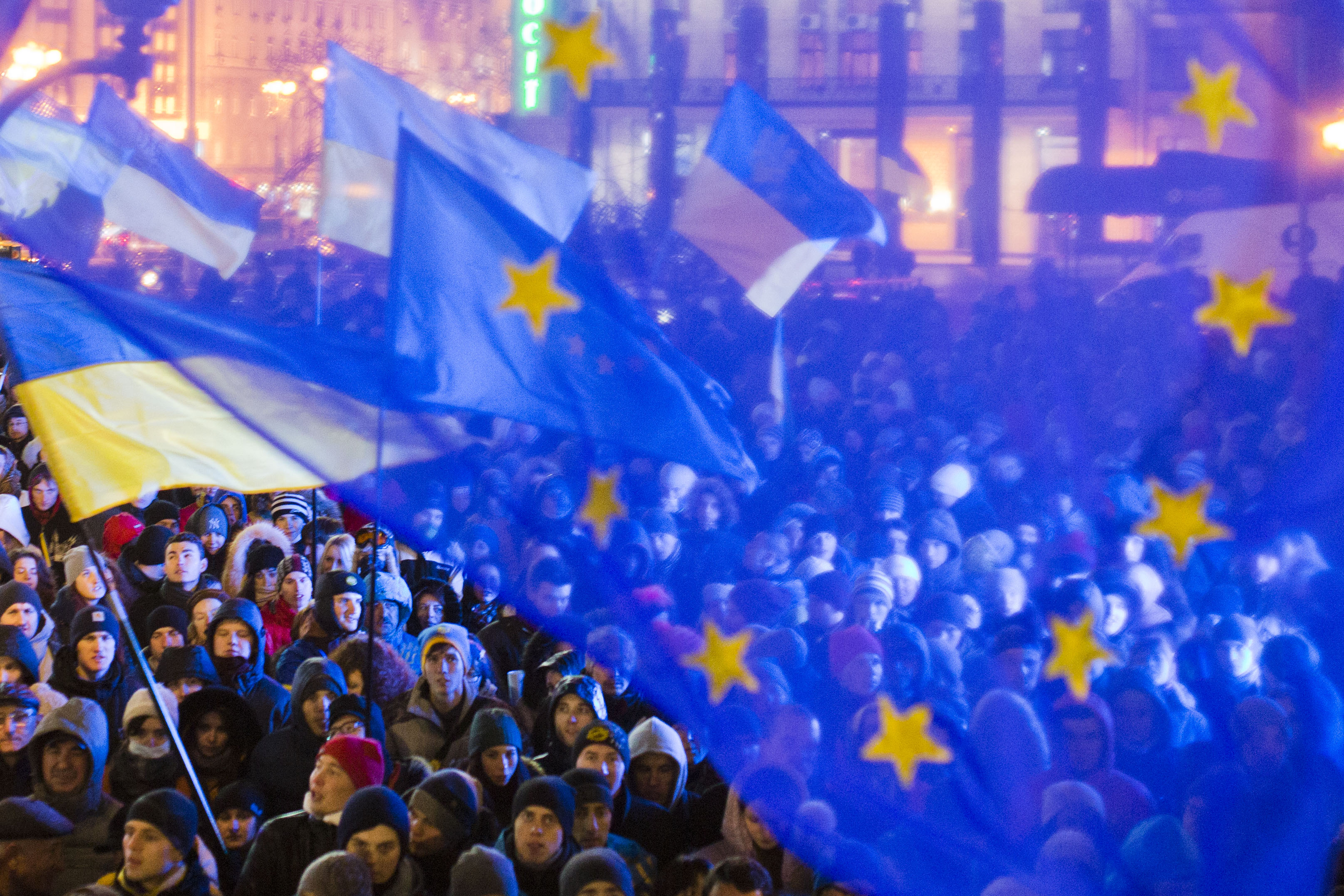
Демонстрація в Києві, 27 листопада 2013 р

21 листопада 2013 року Верховна Рада не прийняла жодного з шести клопотань про надання дозволу екс-прем'єр-міністру Юлії Тимошенко на лікування за кордоном, що було вимогою ЄС для підписання угоди про асоціацію. Того ж тижня Тимошенко заявила, що готова просити ЄС відмовитись від вимоги про свою свободу, якщо це означає, що президент Віктор Янукович підпише угоду про асоціацію. Того ж дня постанова уряду України припинила підготовку до підписання угоди про асоціацію; натомість він запропонував створити тристоронню торгову комісію між Україною, Європейським Союзом та Росією, яка вирішувала б питання торгівлі між сторонами. Прем'єр-міністр Микола Азаров видав указ із метою «забезпечення національної безпеки України» та врахування можливих наслідків торгівлі з Росією (та іншими країнами СНД), якщо угода буде підписана на саміті 28—29 листопада у Вільнюсі.
Призупинення підписання угоди про асоціацію ініціювало хвилю протестів, яка врешті-решт скинула Віктора Януковича та його уряд.

#### Відносини з моменту призупинення дії угоди про асоціацію до падіння Януковича

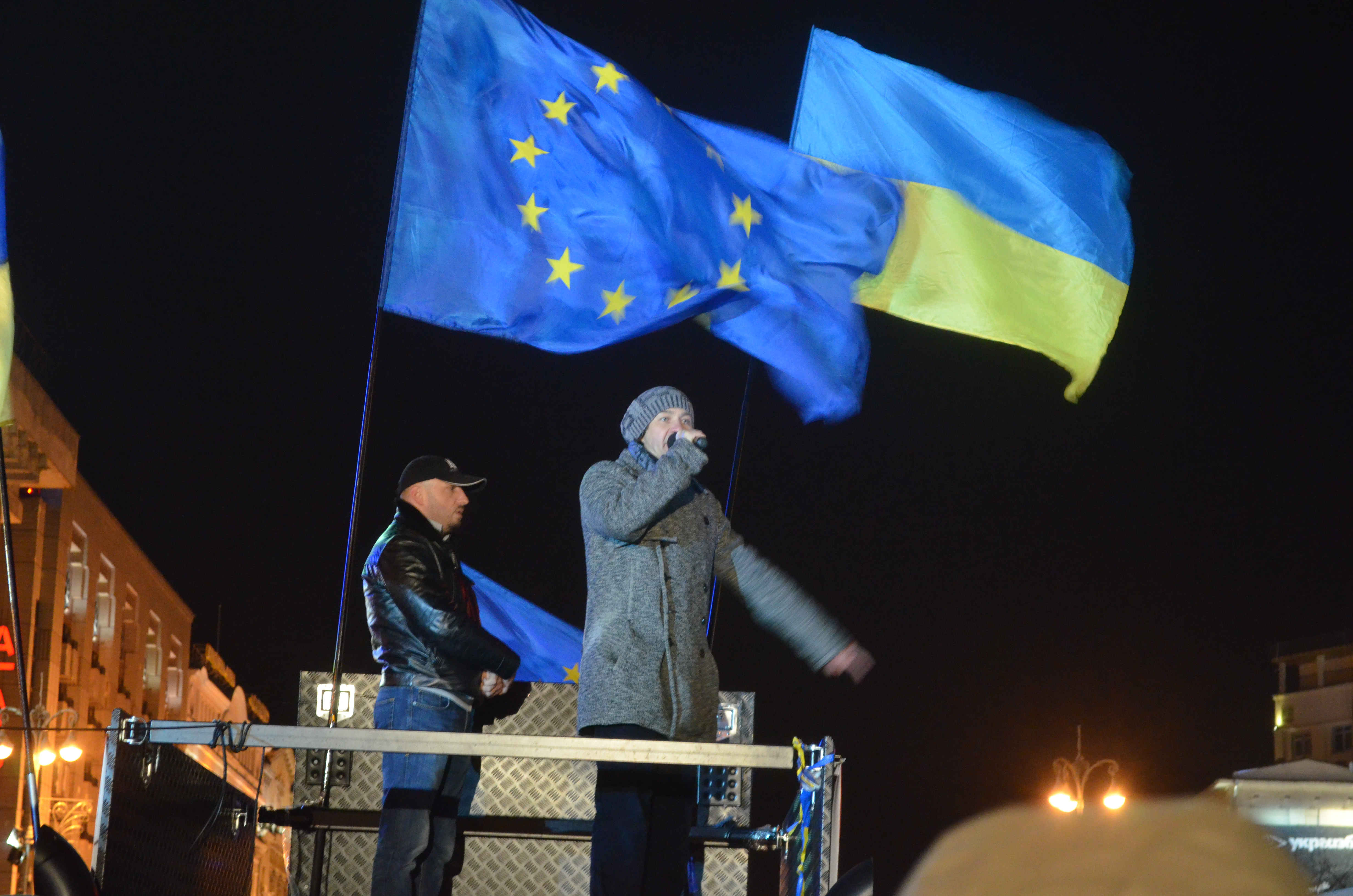
Протестувальники Євромайдану в Києві, грудень 2013 року

2 грудня 2013 року президент Європейської комісії Жозе Мануель Баррозу погодився зустрітися з делегацією України для обговорення більш тісних зв'язків із ЄС, але заявив, що не буде відновлення переговорів щодо запропонованої Угоди про асоціацію. Того ж дня перший віце-прем'єр-міністр України Сергій Арбузов заявив, що Україна планує підписати «дорожню карту» з ЄС. «Я кажу не про умови асоціації, а про умови, які ми планували вирішити до підписання та після підписання». Україна та ЄС розпочали «проведення технічної підготовки до майбутнього діалогу між Україною та ЄС щодо деяких аспектів імплементації Угоди про асоціацію» 5 грудня 2013 року. Однак 15 грудня Фюле заявив, що переговорна позиція українського уряду «не має підстави в реальності» і що вони припиняють подальші переговори. Баррозу сказав:
Ми вирушили в далеку подорож, допомагаючи Україні стати, як і інші, тим, що ми зараз називаємо, «новими державами-членами». Але ми повинні відкласти короткострокові політичні розрахунки.
17 грудня Україна підписала з Росією договір, згідно з яким Росія викупить українських єврооблігацій на $15 млрд, а вартість російського природного газу, що поставляється в Україну, буде зменшена, хоча Путін заявив, що
…сьогодні ми не обговорювали питання вступу України Митний союз [Білорусі, Казахстану та Росії] взагалі.
Через три дні високопоставлені представники ЄС заявили, що ЄС все ще готовий підписати Угоду про асоціацію «як тільки Україна буде готова до цього», що угода також була вигідною для Росії і що ЄС «абсолютно не турбує той факт, що Україна підписує угоди з Росією». 23 грудня 2013 р. помічник президента Росії Юрій Ушаков заявив, що «немає протиріччя» в асоціації України з ЄС та їх статусі спостерігача в Митному союзі Білорусі, Казахстану та Росії та Євразійському економічному союзі.
20 грудня 2013 року голова Верховної Ради Володимир Рибак не виключив можливості підписання Угоди про асоціацію між Україною та ЄС без створення зони вільної торгівлі (ЗВТ). 24 грудня 2013 року Міністр закордонних справ України Леонід Кожара заявив, що «в даний час зусилля його Міністерства та інших державних установ зосереджені на подальших переговорах із ЄС щодо забезпечення умов для реалізації угоди про асоціацію». Він додав, що «Україна відновить переговори щодо цієї угоди після свят» і що сам текст Угоди про асоціацію не буде змінено, але що Україна має намір зосередити увагу на питаннях, пов'язаних із її виконанням.
15 січня 2014 року прем'єр-міністр України Микола Азаров дав міжвідомчій (міністерствам та іншим відомствам) робочій групі два місяці для складання плану «про умови імплементації Угоди про асоціацію» для переговорів із ЄС".

### Президентство Петра Порошенка
Віктор Янукович та його уряд були відсторонені від займаної посади парламентом після української революції 2014 року в лютому 2014 року. Скидання Януковича втягнуло Україну в кримську кризу 2014 року та проросійський конфлікт в Україні 2014 року. У березні 2014 року ЄС засудив анексію Криму Росією та «явне порушення Росією українського суверенітету та територіальної цілісності актами агресії з боку російських збройних сил». ЄС також заморозив (і спробував стягнути) «незаконно привласнені українські державні кошти», заморозив активи та заблокував в'їзд до ЄС росіян та українців, яких вважають винними у заворушеннях в Україні. Політичну частину Угоди про асоціацію підписав 21 березня 2014 року новий прем'єр-міністр Арсеній Яценюк, а решту частин угоди щодо вільної торгівлі відкладено до травневих виборів. Митні збори за український експорт до ЄС були тимчасово скасовані в квітні 2014 року. Фінансову допомогу також обіцяли Україні. У травні 2014 р. Україні було надано двосторонню позику щодо макрофінансової допомоги на мільярд євро.
Після виборів новий президент України Петро Порошенко та Європейський Союз підписали економічну частину Угоди про асоціацію 27 червня 2014 р. Президент Європейської Ради Герман Ван Ромпей описав підписання як «великий день для Європи». Підписант (на той час новий) президент України Петро Порошенко назвав його «Україна підкреслює свій суверенний вибір на користь членства в ЄС», а також описав це як «перший, але найрішучіший крок України» до членства в ЄС. Порошенко також встановив 2020 рік як ціль для подання заявки на вступ до ЄС. Як повідомляв «Голос Америки» 27 червня, «умови угод про ЄС вимагають від Грузії, Молдови та України не укладати подібні угоди про вільну торгівлю з Кремлем». 16 вересня 2014 року Верховна Рада схвалила законопроєкт про ратифікацію Угоди про асоціацію між Україною та Європейським Союзом, який того ж дня підписав президент Петро Порошенко.

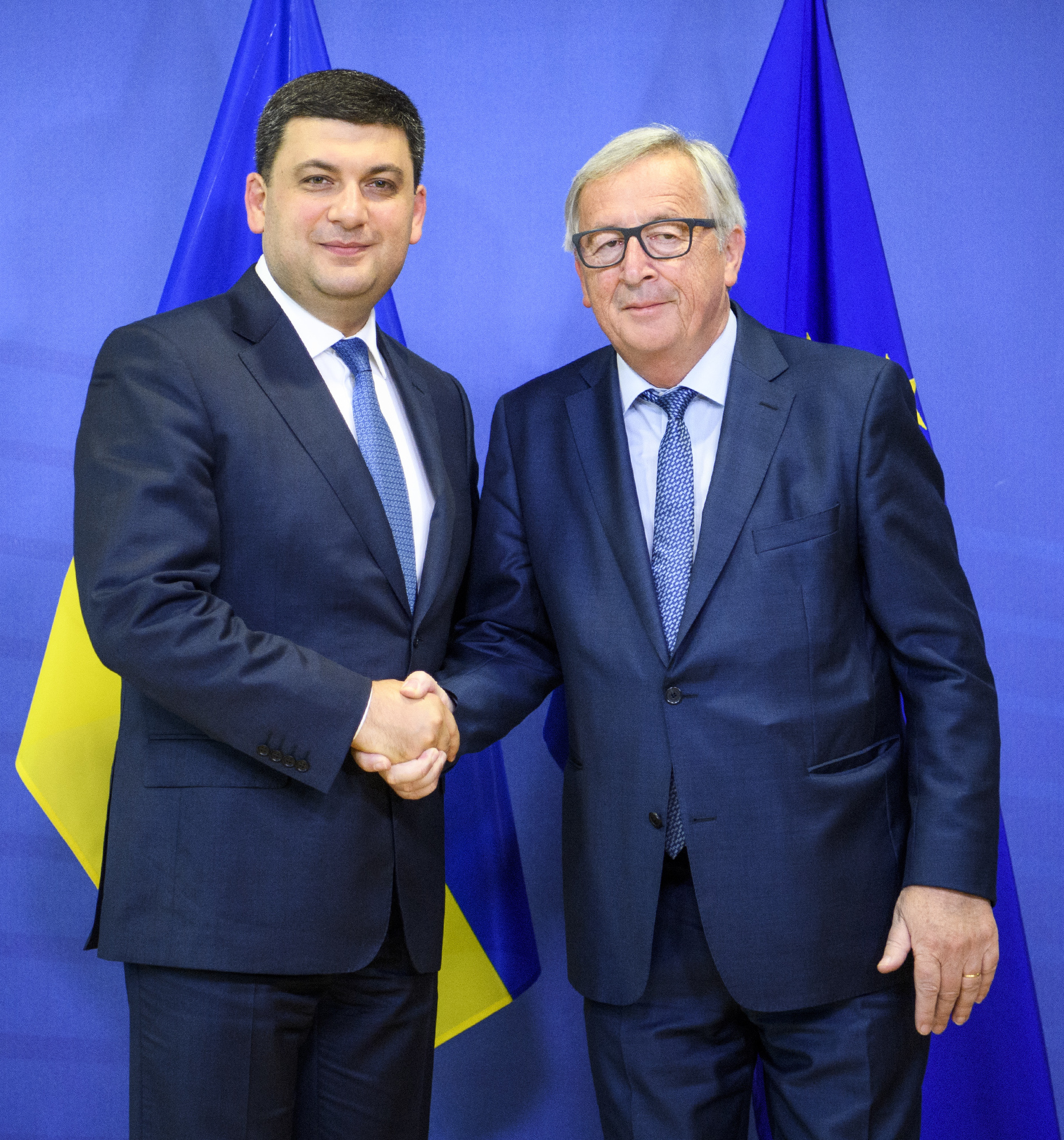
Прем'єр-міністр України Володимир Гройсман зустрівся з президентом Європейської комісії Жаном-Клодом Юнкером у Брюсселі, 24 травня 2018 р.

Того ж року ЄС та Україна на прохання українського уряду домовились про створення Консультативної місії Європейського Союзу в Україні (EUAM Ukraine), яка є цивільною місією Єдиної політики безпеки та оборони ЄС для реформи цивільної галузі безпеки України, яка офіційно розпочала свою діяльність в Україні 1 грудня 2014 р. EUAM Ukraine, в якому працює понад 300 співробітників, що працюють у головному штабі у Києві, а також у виїзних офісах у Львові, Харкові та Одесі та мобільному підрозділі сьогодні, надає стратегічні поради та практичну підтримку українським колегам. Працюючи з низкою правоохоронних та правових органів (Міністерство внутрішніх справ, Національна поліція, Національне антикорупційне агентство, Державна прикордонна служба, Державне бюро розслідувань та інші), EUAM Ukraine прагне зробити цивільний сектор безпеки більш ефективний, прозорий та користується довірою громадськості.
17-й саміт Україна — ЄС відбувся 27 квітня 2015 року в Києві. Під час саміту Східного партнерства у Ризі у травні 2015 року ЄС домовився про позику Україні на 1,8 млрд євро. 1 січня 2016 року набула чинності Поглиблена і всеохоплююча зона вільної торгівлі між Україною та ЄС. До квітня 2016 року Угода про асоціацію була ратифікована Україною та усіма країнами-членами ЄС, крім Нідерландів, які провели референдум про затвердження договору. Після відхилення угоди на референдумі прем'єр-міністр Нідерландів Марк Рутте заявив, що ратифікація буде призупинена під час переговорів з іншими сторонами договору з метою пошуку компромісу. У грудні 2016 року було затверджено рішення глав держав чи урядів держав-членів ЄС, яке дало юридично обов'язкові тлумачення угоди для вирішення проблем, піднятих на референдумі. Зокрема, він заявив, що не зобов'язував ЄС надати Україні статус кандидата в члени ЄС, забезпечити гарантії безпеки, фінансову допомогу або вільне пересування в межах ЄС. Рішення набуде чинності, якщо Нідерланди ратифікують угоду, яку потрібно було затвердити парламентом. Наприкінці січня 2017 року уряд Нідерландів вніс законопроєкт, що підтверджує схвалення угоди. Палата представників Нідерландів затвердила законопроєкт 23 лютого 2017 року. Сенат затвердив законопроєкт 30 травня 2017 року.

У надії на продовження інтеграції як із ЄС, так і з НАТО, президент Порошенко оголосив про плани європейської патронатної системи на всьому Донбасі в рамках підготовки до виборів 2019 року. Описуючи цей план, Президент заявив:
Ми вже кілька разів обговорювали з лідерами Європейського Союзу програму встановлення певного патронату певними країнами над певними містами та містечками Донбасу, нехай Німеччина бере на себе відповідальність за Краматорськ, а Греція за Маріуполь, нехай Велика Британія за Волноваху, нехай інші країни беруть Сєвєродонецьк, Лисичанськ, Авдіївку.
З 21 лютого 2019 року в Конституції України прописано вступ України в Європейський Союз, що робить неможливим зміну зовнішньої політики України.

### Президентство Володимира Зеленського

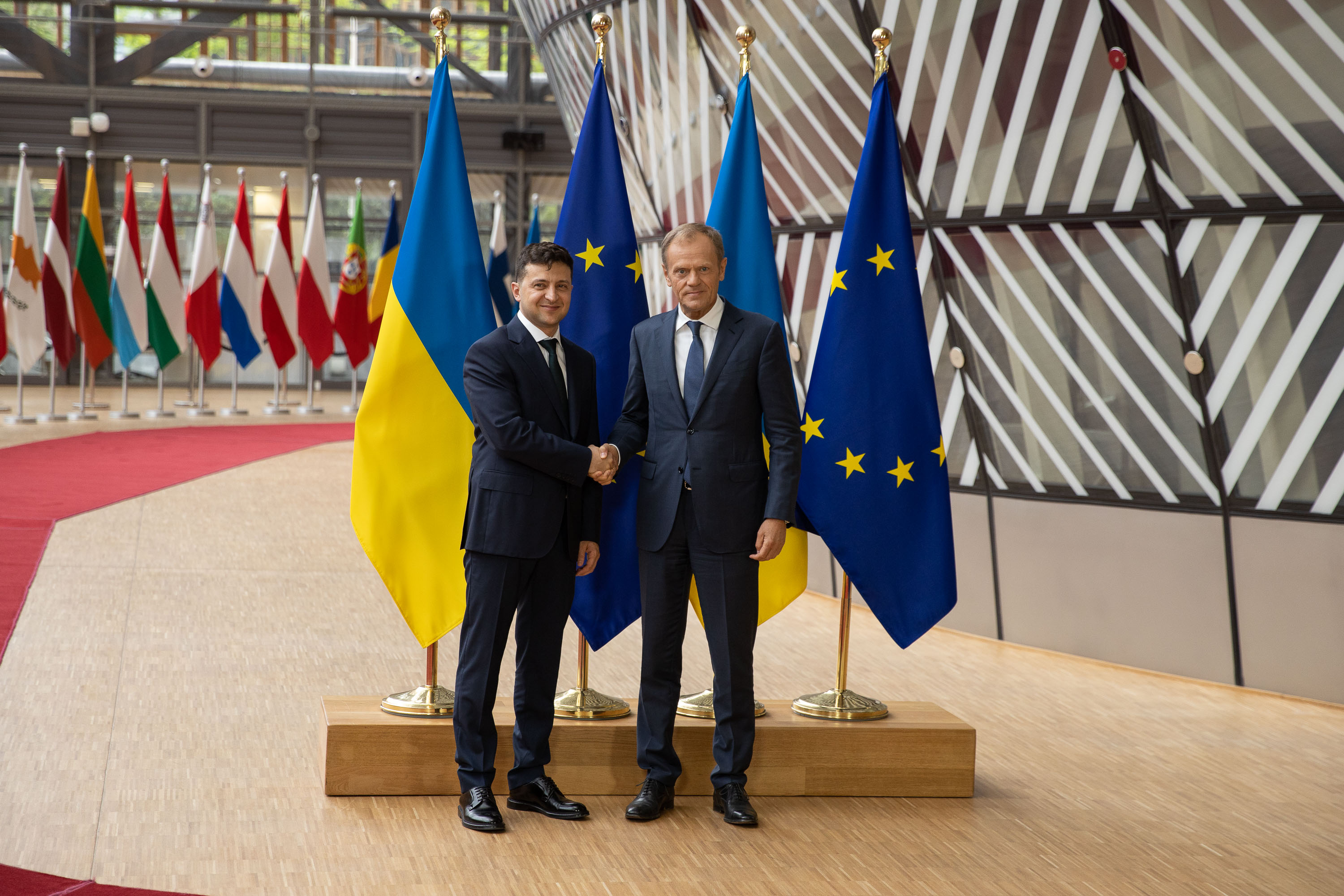
Шостий президент України Володимир Зеленський зустрівся з президентом Європейської Ради Дональдом Туском у Брюсселі, 5 червня 2019 року

Шостий президент Володимир Зеленський продовжив євроінтеграцію України. 26 серпня 2020 року Зеленський заявив, що в Брюсселі мають назвати чіткі умови для вступу України в ЄС, адже після отримання конкретного переліку кроків буде зрозуміло, що треба зробити й скільки потрібно часу для євроінтеграції України.
Під час 23-го саміту Україна — Європейський Союз, 12 жовтня 2021 року прем'єр-міністр України Денис Шмигаль, віце-президент Європейської комісії, високий представник Європейського Союзу із закордонних справ та безпекової політики Жозеп Боррель та надзвичайний і повноважний посол Словенії в Україні Томаж Менцін підписали угоду між Україною та Європейським Союзом і його державами-членами про Спільний авіаційний простір.
28 лютого 2022 року після початку російського вторгнення в Україну президент Європейської Комісії Урсула фон дер Ляєн заявила, що Україна належить до Європейського Союзу, і блок хоче, щоб Україна приєдналася, але для цього знадобиться час.
Європейський парламент 1 березня 2022 року переважною більшістю голосів (637 голосами «за», тільки 13 євродепутатів виступили «проти», 26 утрималися) затвердив резолюцію, яка рекомендує державам-членам ЄС працювати над наданням Україні статусу кандидата на вступ. Утім, голос Європарламенту є рекомендаційним.
8 квітня 2022 року президент Єврокомісії Урсула фон дер Ляйєн передала Зеленському анкету-опитувальник, заповнення якої є обов'язковою умовою вступу України до ЄС. Зеленський запевнив, що опитувальник буде заповнений за тиждень.
10 квітня 2022 року, посол ЄС в Україні Матті Маасікас в інтерв'ю естонському виданню Postimees, заявив, що рішення про надання Україні статусу країни-кандидата на членство в Європейському союзі може бути прийняте вже в червні, на найближчому саміті Євросоюзу 25-26 червня 2022 року.
18 квітня 2022 Президент України Володимир Зеленський передав главі представництва Європейського Союзу в Україні Мааті Маасікасу першу частину анкети-опитувальника для отримання статусу кандидата на членство в ЄС.
9 травня 2022 року Україна заповнила другу частину опитувальника.
29 травня 2022 року із метою підтримки на шляху України до європейського майбутнього, зокрема отримання статусу кандидата на членство в Європейському Союзі у 25-26 червня 2022 року, урядом України була започаткована комунікаційна кампанія «Embrace Ukraine. Strengthen the Union».
17 червня 2022 року Європейська комісія рекомендувала Європейській раді надати Україні статус кандидата на вступ до Європейського Союзу.
23 червня 2022 року під час саміту лідерів країн ЄС Україна отримала статус кандидатів на членство у ЄС.

## Вступ до Європейського Союзу
Для набуття членства в ЄС потрібна згода всіх країн членів. Деякі політики в ЄС мають сумніви щодо можливого членства України. У 2002 році Комісар із розширення ЄС Ґюнтер Фергойґен сказав, що «європейська перспектива для України не означає обов'язково членство у найближчі 10—20 років, хоча це можливо». Щоб приєднатися до Євросоюзу, держава-заявник має задовольняти політичним і економічним умовам, загальновідомим як Копенгагенські критерії (були ухвалені на саміті в Копенгагені в 1993 році), а саме мати демократичний уряд, що визнає верховенство закону і відповідних свобод та інститутів. Відповідно до Маастрихтського договору кожна поточна держава-член, а також Європарламент повинні прийти до згоди з приводу будь-якого розширення.
Вступ до ЄС відбувається в кілька етапів:
1. Підписання Угоди про асоціацію.- V
2. Включення в офіційну програму розширення ЄС.- V
3. Подача заявки на вступ.- V
4. Отримання статусу кандидата в члени ЄС.- V
5. Переговори про вступ.- В ПРОЦЕСІ ᐱ
6. Ухвалення та ратифікація Угоди про вступ України до ЄС
7. Вступ до ЄС.

Україна знаходиться на четвертому з цих етапів, минувши другий завдяки спрощеній процедурі та прискоривши третій завдяки умовам, що виникли в лютому 2022 року. Україна подала заявку на вступ до ЄС 28 лютого 2022 року. 17 червня 2022 року, Єврокомісія офіційно запропонувала надати Україні статус кандидата на вступ до ЄС. З 23 червня Україна отримала статус кандидата ЄС. Процес вступу займає кілька років. Наприклад, Болгарія подала заявку на вступ в 1994 році, а в 2007 році стала членом ЄС.
Отримання статусу повноцінного члена ЄС, як стратегічна мета України була вперше задекларована президентом України Віктором Ющенком одразу після його обрання на початку 2005 року. 13 січня 2005 року Європарламент практично одноголосно (467 «за», 19 «проти») прийняв постанову про наміри Європарламенту щодо наближення позицій з Україною щодо членства. Єврокомісія відзначає, що, хоча ще має пройти певний підготовчий період, прийняття нових членів не виключено. На що президент Ющенко відповів про свої наміри подати заявку на членство «у близькому майбутньому».

Декілька впливових у ЄС лідерів у той час виказали підтримку покращенню зв'язків з Україною. Зокрема міністр закордонних справ Польщі Адам Ротфельд 21 березня 2005 року заявив, що Польща за будь-яких умов буде підтримувати євро інтеграційні прагнення України. Зокрема він сказав:
На даному етапі ми маємо концентруватися на конкретних кроках кооперації замість порожніх розмов про загальноєвропейську кооперацію.
Три дні по тому опитування у шести найбільших країнах ЄС показало прихильність громадян ЄС до прийняття України у майбутньому як повноцінного члена.
У жовтні 2005 року Президент Єврокомісії Жозе Мануель Баррозу сказав, що «майбутнє України в ЄС». Однак 9 жовтня 2005 року Європейська комісія у новій редакції документа щодо стратегії розвитку зазначила, що виконання планів розширення (Хорватія і республіки колишньої Югославії) може блокувати можливість вступу України, Білорусі і Молдови. Комісар з питань розширення Оллі Рен сказав, що ЄС має уникнути «занадто великого розширення» наголосивши, що поточний план розширення виглядає цілковито завершеним.
Хоча в дискусіях українськими посадовцями і політологами називалися декілька конкретних дат можливого набуття членства, на цей час офіційно Україні від ЄС було запропоновано лише Європейську політику сусідства. Адміністрація президента поставилася критично до запропонованого статусу відносин у рамках сусідства.
У березні 2007 року Україні було запропоновано укладення Договору про Зону вільної торгівлі з ЄС. Ця пропозиція хоча і викликала набагато сильнішу реакцію української держави, все ж не містила конкретних планів приєднання України до ЄС у найближчому майбутньому. Деякі західноєвропейські політики говорили про тимчасову «стомленість від розширення» європейських інституцій. Українські оглядачі виділяють так звану «групу опору» прийняття України до ЄС. Зокрема при укладанні тексту Посиленої Угоди між Україною і ЄС у березні 2007 з нього були виключені згадування про перспективу членства. «Будь-які згадки про перспективу вступу України до Євросоюзу були виключені з проєкту посиленої угоди Україна — ЄС через позицію Франції», писало впливове німецьке видання Frankfurter Allgemeine Zeitung. Позиція Італії залежить від внутрішнього політичного розкладу цієї країни. Так, під час передвиборчих перегонів у цій країні уряд Сільвіо Берлусконі давав дипломатичні сигнали, що готовий підтримати євроінтеграційні прагнення України. Його політичний супротивник Романо Проді навпаки заявив, що «перспективи України вступити до ЄС такі самі, як і в Нової Зеландії».
Відповідно до політики Східного партнерства, Україна може стати членом Європейського Союзу. 27 лютого 2014 року Європейський Парламент ухвалив резолюцію, якою визнано право України «подати заявку на членство в Союзі за умови дотримання принципів демократії, дотримання основних свобод та прав людини та меншин та забезпечення верховенства права». 27 червня 2014 Президент Єврокомісії Жозе Мануель Баррозу заявив, що Угода про асоціацію є початком вступу України в ЄС. Того ж дня Комісар ЄС із питань розширення Штефан Фюле заявив, що він вірить у майбутнє членство України в ЄС. У березні 2016 року президент Європейської комісії Жан-Клод Юнкер заявив, що Україні потрібно не менше 20—25 років для вступу в ЄС і НАТО. У червні 2018 року п'ятий президент України Петро Порошенко заявив, що очікує на приєднання України до Європейського Союзу та Організації Північноатлантичного договору до 2030 року.
На X сесії Міжпарламентської асамблеї Україна-Польща-Литва, яка завершилася 8 червня 2019 року в Києві, сторони підписали підсумковий документ, який містить домовленість щодо стратегії 2025 і 2027 років як періоду для можливого вступу України до ЄС. У 2027 році, коли Литва буде вдруге головувати в ЄС, питання України буде головним питанням порядку денного. Якщо ця можливість не буде використана, то наступне «вікно» відкриється 2039 році, коли Польща буде головувати в ЄС, а Литва буде головувати лише у 2041 році. 23 липня 2020 року Польща, Литва й Україна створили тристоронню платформу для політичного, економічного, культурного й соціального співробітництва між собою — Люблінський трикутник, метою якого є підтримка інтеграції України в ЄС та НАТО.
У лютому 2021 року лідер головуючого Християнсько-демократичного союзу Німеччини Армін Лашет, якого вважають ймовірним наступником Анґели Меркель на посаді канцлера ФРН, підтримав ідею розширення Євросоюзу та надання Україні європейської перспективи:
|  | Питання про вступ України до ЄС наразі не стоїть, але воно обов’язково постане у майбутньому. Ми повинні підтримати Україну на її важкому шляху і при цьому також відкрити європейську перспективу. |

Доволі багато експертів вважає, що в часи погіршення відносин Росії і ЄС, для України відкривається вікно можливости вступу в Європейський Союз. Павло Клімкін зазначив, що Україна досі не відповідає жодному критерію вступу в Європейський Союз, оскільки не має усталеної демократії, верховенства права і повноцінної ринкової економіки. За його словами, перший шанс був втрачений на початку 2005 року, коли Ющенка переконали не подавати заявку, а в 2014 році це було зробити набагато складніше.
У Європейському парламенті 11 лютого 2021 року оприлюднили доповідь, присвячену успіхам України в імплементації Угоди про асоціацію з Європейським союзом. У документі висвітлені як основні успіхи України на цьому шляху, так і провали або моменти, які гальмують процес реформ у країні. Загалом, у Європейському Союзі поки що не готові офіційно говорити про перспективи вступу України до лав країн-членів, однак європейська перспектива України визнається.

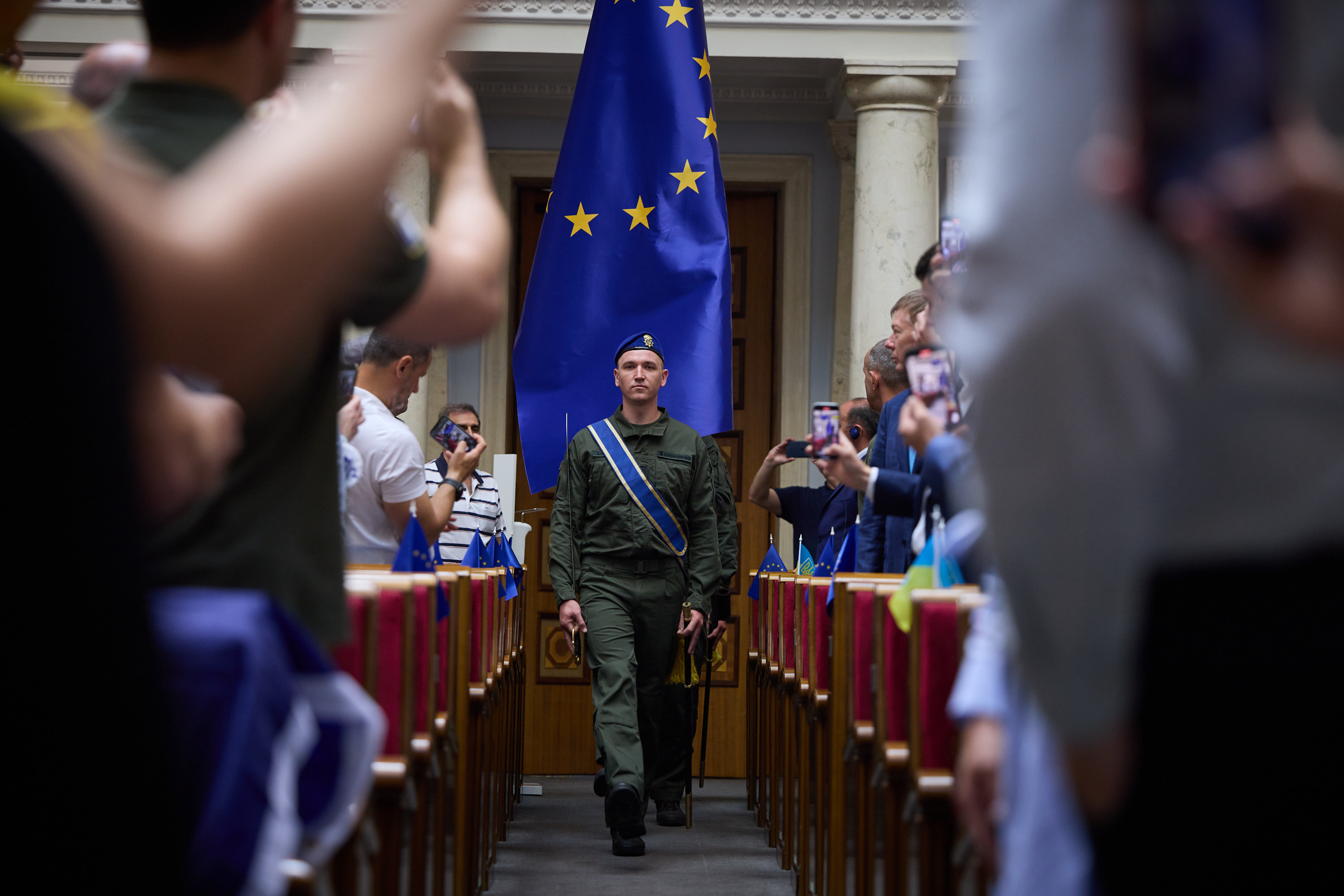
1 липня 2022 року до зали Верховної Ради України урочисто внесли прапор ЄС. Ця надзвичайно символічна подія нагадала внесення державного прапору після відновлення незалежности України.

З березня 2021 року до лютого 2022 року 8 країн-членів ЄС підписали декларації про підтримку європейської перспективи України.
Після розмови Президента України Володимира Зеленського з президентом Єврокомісії Урсулою фон дер Ляйєн, 28 лютого 2022 року він підписав заявку на членство України в ЄС. Раніше Урсула фон дер Ляйєн в інтерв'ю Euronews заявила, що «згодом Україна має вступити до ЄС, ця країна — одна з нас, і ми хочемо бачити її у європейській сім'ї».
11 березня 2022 року на саміті у Версалі глави держав та урядів ЄС обговорили заявку України на членство. Глава представництва ЄС Матті Маасікас заявив згодом, що «процес почався». 14 березня прем'єр-міністр Литви Інґріда Шимоніте заявила, що Україна як ніхто інший заслужила членство в ЄС. 21 березня єврокомісар із питань розширення і сусідства Олівер Варгеї повідомив, що Рада міністрів закордонних справ ЄС почала роботу над висновком щодо заявки України на членство та пообіцяв, що вони будуть працювати настільки швидко, наскільки це є можливим.
28 квітня 2024 року Президент України Володимир Зеленський повідомив, що Україна виконала всі умови для реального початку перемовин щодо вступу до Євросоюзу.

### Статус кандидата

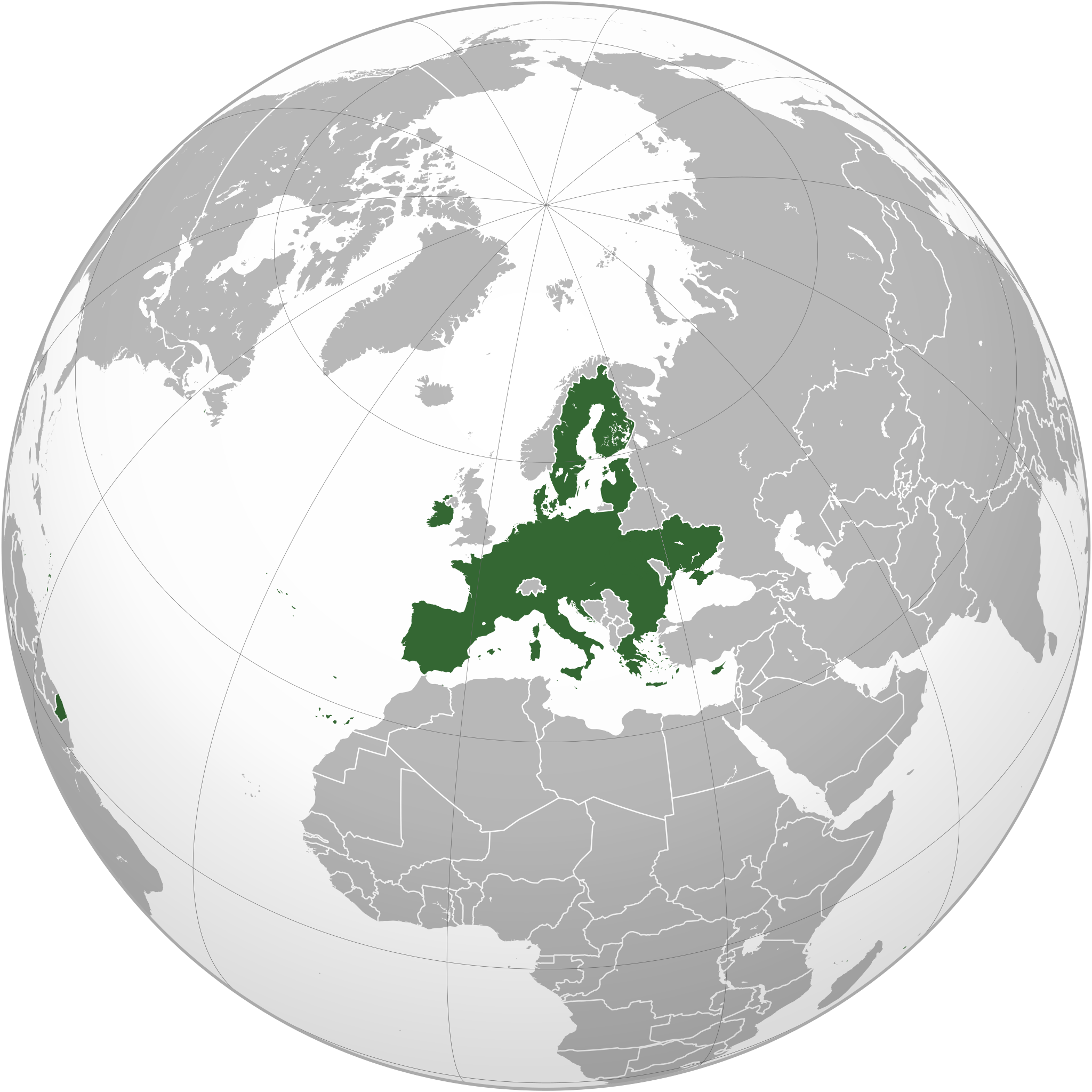
Карта Європейсько Союзу після вступу України

23 червня 2022 року відбувається саміт Європейської ради в Брюсселі. Лідери країн ЄС почали з обговорення останніх подій, пов'язаних з війною Російської Федерації проти України, включаючи її вплив на глобальну кризу продовольчої безпеки, а також обговорили продовження підтримки України. Також на ньому було обговорено заявки трьох держав про членство: України, Молдови та Грузії, з яких статус кандидата отримали Молдова та Україна. За таке рішення 27 країн-членів ЄС проголосували одноголосно. Цю новину оприлюднив голова Європейської ради Шарль Мішель у своєму твіттері.

### Перемовини
14 грудня 2023 року Рада Європейського Союзу вирішила розпочати переговори щодо вступу України до Європейського Союзу.
21 червня 2024 року Рада Європейського Союзу ухвалила переговорні рамки для початку перемовин про вступ України та Молдови до ЄС. Згідно повідомлення бельгійського головування в Раді Євросоюзу, переговори про вступ стартують 25 червня в Люксембурзі. На 15:30 запланована міжурядова конференція з Україною, а на 18:00 — з Молдовою.

## Угода про асоціацію
З метою переведення відносин між Україною та ЄС від формату «партнерства та співробітництва» до «політичної асоціації та економічної інтеграції» наразі ведуться переговори щодо
- нової посиленої угоди на заміну Угоди про партнерство та співробітництво
- низки галузевих угод та домовленостей, які її доповнюватимуть в окремих сферах відносин між Україною та ЄС.

5 березня 2007 розпочато переговори про укладення нової угоди, яка має замінити Угоду про партнерство та співробітництво. Представники ЄС наполягали на укладанні стратегічних відносин з Україною як із країною сусідом. Під час паризького Саміту Україна — ЄС (вересень 2008) досягнуто компромісного рішення щодо назви цієї угоди як Угоди про асоціацію.
Важливою складовою частиною нової Угоди є створення зони вільної торгівлі між Україною та ЄС, яка передбачає максимально глибоку економічну інтеграцію на основі домовленостей, досягнутих під час двосторонніх переговорів із ЄС щодо вступу України до СОТ. Проведено всі раунди переговорів, останній XXI раунд відбувся 11 листопада 2011 року.

### Порядок денний асоціації Україна— ЄС
16 червня 2009 р. під час засідання Ради з питань співробітництва Україна — ЄС політично схвалено «Порядок денний асоціації Україна — ЄС для підготовки та сприяння імплементації Угоди про асоціацію», який є новим практичним інструментом на заміну Плану дій Україна — ЄС для підготовки Сторін до реалізації Угоди про асоціацію до моменту набуття нею чинності.
Документ підготовлено на принципах:
- політичної асоціації та економічної інтеграції;
- спільної участі, спільної відповідальності та спільної оцінки.

Передбачено щорічний перегляд та запровадження механізму моніторингу його реалізації.
Моніторинг того, як Україна виконує свої зобов'язання в рамках Порядку денного асоціації, та оцінку виконання Україною чинного до весни 2009 р. Плану дій Україна — ЄС здійснює як Європейська Комісія, так і українське громадянське суспільство. Європейська Комісія слідкує за результатами (передусім щодо реалізації реформ) в рамках традиційного щорічного аналізу поступу в межах Європейської політики сусідства.
Українське громадянське експертне середовище здійснювало власну оцінку виконання дійсного в минулому Плану дій Україна — ЄС, та проводить оцінку виконання зобов'язань у рамках чинного Порядку денного асоціації. У травні 2010 року в Україні стартував Громадський моніторинг Порядку денного асоціації Україна — ЄС. У 2013 році був оприлюднений моніторинговий звіт щодо прогресу у виконанні зобов'язань у сфері охорони довкілля в рамках Порядку денного асоціації Україна — ЄС та виконання Дорожніх карт Східного партнерства за 2012 рік.
На цей час проведено всі 21 раунди переговорів та готується XVII саміт Україна — ЄС, який очікувався на 22 листопада 2013 року. Саміт відбувся 28 листопада 2013 року, але обіцяну асоціацію В. Янукович не підписав під тиском Путіна. Внаслідок цього в листопаді в Києві, а згодом і по Украïні піднявся масовий протест, відомий як Євромайдан. Він продовжувався три місяці, перетік у революцію та загальну нестабільність, пов'язану з агресією Росії і призвів до зміни украïнськоï влади. Ключовими подіями стали підписання політичної частини Угоди 21 березня 2014 р., а 27 червня 2014 р. — економічної (тобто вже повністю) Угоди про Асоціацію (ратифіковано 2017року).

## Безвізовий режим
18 грудня 2015 Європейська комісія підтвердила готовність України до безвізового режиму з ЄС. При чому додаткових вимог не висувались, але потрібно виконувати вже взяті Україною обов'язки.
Звіт направили Раді ЄС та Європейському парламенту, і на основі цього документа затвердили рішення щодо лібералізації візового режиму.
Беручи до уваги загальні відносини між Україною та ЄС, Європейська комісія представила на початку 2016 законодавчу пропозицію внести зміни до Регламенту (EC) № 539/2001.
Навесні 2017 року Європейський Союз завершив усі процедури для запровадження безвізового режиму для України.
Опівночі на 11 червня 2017 року громадяни України з біометричними паспортами отримали право на безвізові поїздки до країн-членів Шенгенської угоди З 26.02.2022 візові вимоги скасувала остання країна Євросоюзу — Ірландія.

## Безвіз у інших сферах
Отримання Україною безвізового режиму з ЄС стало одним з найбільших досягнень країни на шляху євроінтеграції. Слово «безвіз» стало настільки вагомим, що його почали використовувати для популяризації інших важливих ініціатив, які мають прибрати бар'єри між Україною та ЄС.

### Авіаційний безвіз
Авіаційний безвіз, або Спільний європейський авіаційний простір передбачає взаємне відкриття ринків пасажирських, вантажних і поштових авіаперевезень між ЄС і сусідніми з ним країнами.
Угода забезпечує створення спільного авіапростору між Україною та ЄС на основі ідентичних правил авіабезпеки польотів. В угоді також йдеться про відповідність організації повітряного руху, соціального забезпечення працівників, роботи систем комп'ютерного бронювання, захисту довкілля та забезпечення прав споживачів. Реалізація угоди відбуватиметься у два етапи, що передбачає поступове приведення положень законодавства України у відповідність до вимог і стандартів ЄС.
12 жовтня 2021 року, Прем'єр-міністр України Денис Шмигаль, посол Словенії (країни, яка головувала на той момент у ЄС — ред.) в Україні Томаж Менцин та голова зовнішньополітичної служби Євросоюзу Жозеп Боррель підписали в Києві угоду між Україною та Європейським союзом про спільний авіаційний простір. Підписання відбулась в рамках 23-го саміту Україна-ЄС в українській столиці.
17 лютого 2022 року, Верховна Рада України ратифікувала угоду між Україною та ЄС про спільний авіаційний простір. За відповідне рішення поголосували 311 народних депутатів.

### Промисловий безвіз
Промисловим безвізом називають Угоду про оцінку відповідності та прийнятність промислових товарів (Agreement on Conformity Assessment and Acceptance of Industrial Products, скорочено ACAA).
Підписання цієї угоди дасть змогу вітчизняним експортерам маркувати свою продукцію знаком СЕ та вільно продавати її на ринку ЄС без додаткової сертифікації. Також без додаткової сертифікації до України можна буде вільно завозити та продавати на українському ринку виготовлену будь-де продукцію, марковану європейським знаком відповідності СЕ. Це полегшить життя імпортерам в Україні та зменшить контрабанду.

### Митний безвіз
Митним безвізом називають приєднання до конвенції про процедуру спільного транзиту та до конвенції про спрощення формальностей у торгівлі товарами.
Митний безвіз — це швидше переміщення товарів між країнами європейського регіону, менше бюрократії на самій митниці, менше можливостей для зловживань, обмін даними з сусідніми митницями фактично в режимі реального часу.
Європейська комісія 7 липня 2022 року ухвалила рішення про запрошення України до конвенції про процедуру спільного транзиту (NCTS) та до конвенції про спрощення формальностей у торгівлі товарами.
Об'єднаний комітет конвенцій про спільний транзит (NCTS) та спрощення формальностей 26 серпня 2022 року ухвалив офіційне рішення запросити Україну приєднатися до них із 1 жовтня 2022 року.
30 серпня 2022 року Володимир Зеленський підписав проголосовані Верховною Радою закони, які є головною передумовою для приєднання України до так званого митного безвізу з Європейським Союзом.

### Енергетичний безвіз
Енергетичний безвіз — приєднання до енергосистеми континентальної Європи ENTSO-E.
Завдяки синхронізації з європейською системою, Україна може вільно експортувати та імпортувати електрику в та з ЄС. Приєднання означає також, що українські мережі фізично були відключені від російських і білоруських.
16 березня 2022 року Україна приєдналася до синхронної мережі континентальної Європи, а саме ENTSO-E.

### Транспортний безвіз
Транспортний безвіз, або Угода про вантажні перевезення автомобільним транспортом скасовує необхідність отримання українськими перевізниками відповідних дозволів для здійснення двосторонніх та транзитних перевезень в держави ЄС та дозволяє уникнути зупинки експорту української продукції через автомобільні пункти пропуску.
29 червня 2022 року у французькому Ліоні Україна та Європейський Союз підписали Угоду про вантажні перевезення автомобільним транспортом.

### Цифровий безвіз
Україна хоче стати частиною Єдиного цифрового ринку Євросоюзу. Ідеться передусім про три сфери: телекомунікації, електронну комерцію та електронні довірчі послуги. На практиці цифровий безвіз означатиме, наприклад, відсутність бар'єрів для електронної торгівлі між Україною та ЄС або можливість використовувати електронний цифровий підпис у зовнішньоекономічній діяльності. Серед цілей також розвиток широкосмугового доступу до інтернету й вивільнення частот для запровадження зв'язку 5G.
Наразі[коли?] почалися перемовини про взаємне скасування роумінгу EU-UA на постійні основі (деякі країни в якості підтримки громадян України вже запровадили безкоштовний роумінг в ЄС для абонентів з України).[джерело?]

## Співробітництво в окремих секторах

### Безпека та оборона
Засади співробітництва між ЄС та Україною у реалізації Європейської політики безпеки та оборони визначають такі угоди (підписані 13 червня 2005 року):
- «Про визначення загальної схеми участі України в операціях ЄС із врегулювання криз»[з 1].
- «Про процедури безпеки, які стосуються обміну інформацією з обмеженим доступом»[з 2].

Україна приєднується до заяв та позицій ЄС із регіональних та міжнародних проблем (станом липень 2009 р. Україна приєдналася до 90 % заяв). Порушується питання залучення України на етапі їх підготовки.
Схвалено Робочий план співробітництва між Збройними Силами України та Генеральним секретаріатом Ради ЄС у сфері Європейської політики безпеки та оборони на 2009 рік.
16 жовтня 2008 року започатковані перші неформальні зустрічі Міноборони України з Європейським оборонним агентством.
Україна бере участь у поліцейській місії ЄС у Боснії та Герцеговині (п'ять представників від МВС).
Опрацьовується питання участі України у військово-морській операції ЄС «Atalanta», яка розпочата у грудні 2008 р. в рамках Європейської політики безпеки та оборони для боротьби з актами піратства біля узбережжя Сомалі.

### Торговельно-економічне співробітництво
Обсяг торгівлі товарами та послугами між Україною та ЄС за перший квартал 2009 року, під час всесвітньої економічної кризи, зменшився в порівнянні з аналогічним періодом 2008 на 55,2 % та склав 6,32 млрд дол. США, у тому числі:
- експорт — на 59,5 % і склав 2,75 млрд дол. США
- імпорт — на 52,3 % і склав 3,57 млрд дол. США
- від'ємне для України сальдо — 820 млн дол. США.

Основними статтями українського експорту до ЄС були: чорні метали та вироби з них, енергетичні матеріали, нафта та продукти її перегонки, руди, зернові культури, одяг текстильний, жири та олії тваринного або рослинного походження, деревина і вироби з деревини, електричні машини і устаткування.
Основними статтями імпорту в Україну з ЄС були: котли, машини, апарати і механічні пристрої, наземні транспортні засоби, крім залізничних, електричні машини і устаткування, фармацевтична продукція, полімерні матеріали, пластмаси, енергетичні матеріали, нафта та продукти її перегонки, папір та картон.

### Юстиція і внутрішні справи
Співробітництво між Україною та ЄС у сфері юстиції, свободи та безпеки здійснюється в рамках Плану дій Україна — ЄС у сфері юстиції, свободи та безпеки (План дій ЮСБ, затверджений у червні 2007 р.) та Плану-графіку його імплементації (затверджений у квітні 2008 р.).
Під час Спільного засідання Підкомітету № 6 Україна — ЄС «Юстиція, свобода та безпека» (12—13 травня 2009) проведено чергову спільну оцінку стану виконання Плану-графіку.
Питання співпраці у сфері ЮВС обговорювалося під час засідання міністрів юстиції та внутрішніх справ у форматі Україна-Трійка ЄС (3 червня 2009 року).

### Енергетика
Співробітництво України з ЄС у сфері енергетики здійснюється відповідно до Меморандуму про взаєморозуміння щодо співробітництва в енергетичній галузі, підписаного 1 грудня 2005. Меморандум охоплює такі сфери:
- Ядерна безпека.
- Інтеграція ринків електроенергії та газу.
- Підвищення безпеки енергопостачання та транзиту вуглеводнів.
- Структурна реформа, підвищення стандартів із техніки безпеки та охорони довкілля у вугільній галузі.
- Енергоефективність.

З метою оцінки стану виконання Меморандуму сторонами щороку схвалюється відповідний звіт. Третій спільний звіт щодо імплементації Меморандуму було схвалено на Саміті Україна — ЄС у вересні 2008 р.

### Охорона довкілля
Співробітництво України і Європейського Союзу у сфері охорони навколишнього природного середовища є важливим чинником у двосторонніх відносинах України і ЄС і здійснюється за кількома актуальними для обох сторін напрямками:
1. Створення Регіонального екологічного центру України
2. Отримання бюджетної підтримки в сектор охорони довкілля
3. Співробітництво з Європейською агенцією довкілля
4. Зміна клімату

### Механізм цивільного захисту
15 листопада 2023 року, після ратифікації Верховною Радою Угоди про участь України в Механізмі цивільного захисту Європейського Союзу, Україна стала повноправним учасником механізму і тепер має такі самі права та обов'язки, що й інші країни ЄС. У рамках угоди Україна може співпрацювати з ЄС у сфері цивільного захисту та управління ризиками стихійних лих, що дозволяє покращити координацію та реагування під час надзвичайних ситуацій. Очікується, що угода сприятиме мобілізації допомоги Україні в рамках Механізму цивільного захисту ЄС.

### Фінанси
Див. Макрофінансова підтримка України Європейським Союзом
ЄС за п'ять років (2014—2019) надав Україні €15 млрд і має намір продовжувати фінансову підтримку у міру реалізації реформ у країні.
1 лютого 2024 року ЄС офіційно схвалив пакет фінансової допомоги на €50 млрд та продовжив розвивати відносини з Україною після того, як Угорщина відкликала своє право вето.
На початку 2025 року, як повідомило видання Forbes Ukraine з посиланням на дані Міністерства фінансів України, заборгованість України перед ЄС за 2024 рік зросла на 34 % — до $44 млрд (без урахування європейських банків розвитку). Таким чином, частка ЄС у державному борзі України становить 27 %, зокрема у зовнішньому державному борзі – 37 %.

### Транспорт
Пріоритетними напрямками співробітництва України та ЄС у галузі транспорту є:
- розвиток транспортної інфраструктури України та її інтеграції до загальноєвропейської транспортної системи;
- підвищення рівня безпеки на транспорті та адаптація відповідного національного законодавства із залученням проєкту ЄК TWINNING;
- модернізація та оновлення основних фондів і рухомого складу транспорту;

## Грантові програми ЄС для України
З того часу, як Європейський Союз офіційно визнав незалежність України (грудень 1991 року) для нашої держави відкрилися можливості участі в європейських грантових програмах. Найбільшими є програми Європейської Комісії, деякі з них актуальні для України, як от: Horizon Europe (HORIZON), Creative Europe (CREA), Erasmus+ (ERASMUS+), Digital Europe Programme, EU4Health Programme, Programme for the Environment and Climate Action, Single Market Programme. Ці програми відкриті для підтримки проєктів органів влади, місцевого самоврядування, представників бізнесу та громадського сектору. У рамках цих програм гранти можуть отримувати представники бізнесу, громадського сектору, влади та громад в Україні.
На реалізацію політики згуртованості ЄС Україна доєдналася до ряду транскордонних програм. Європейська Програма ЄС INTERREG, що з 1990 року зосереджується на транскордонній співпраці та транснаціональному та міжрегіональному співробітництві, актуалізувала для України ряд програм, серед яких: «Польща-Україна», «Угорщина-Словаччина-Румунія-Україна», «Румунія — Україна», Програма Басейну Чорного Моря, Програма Дунайського Регіону.

## Хронологія відносин

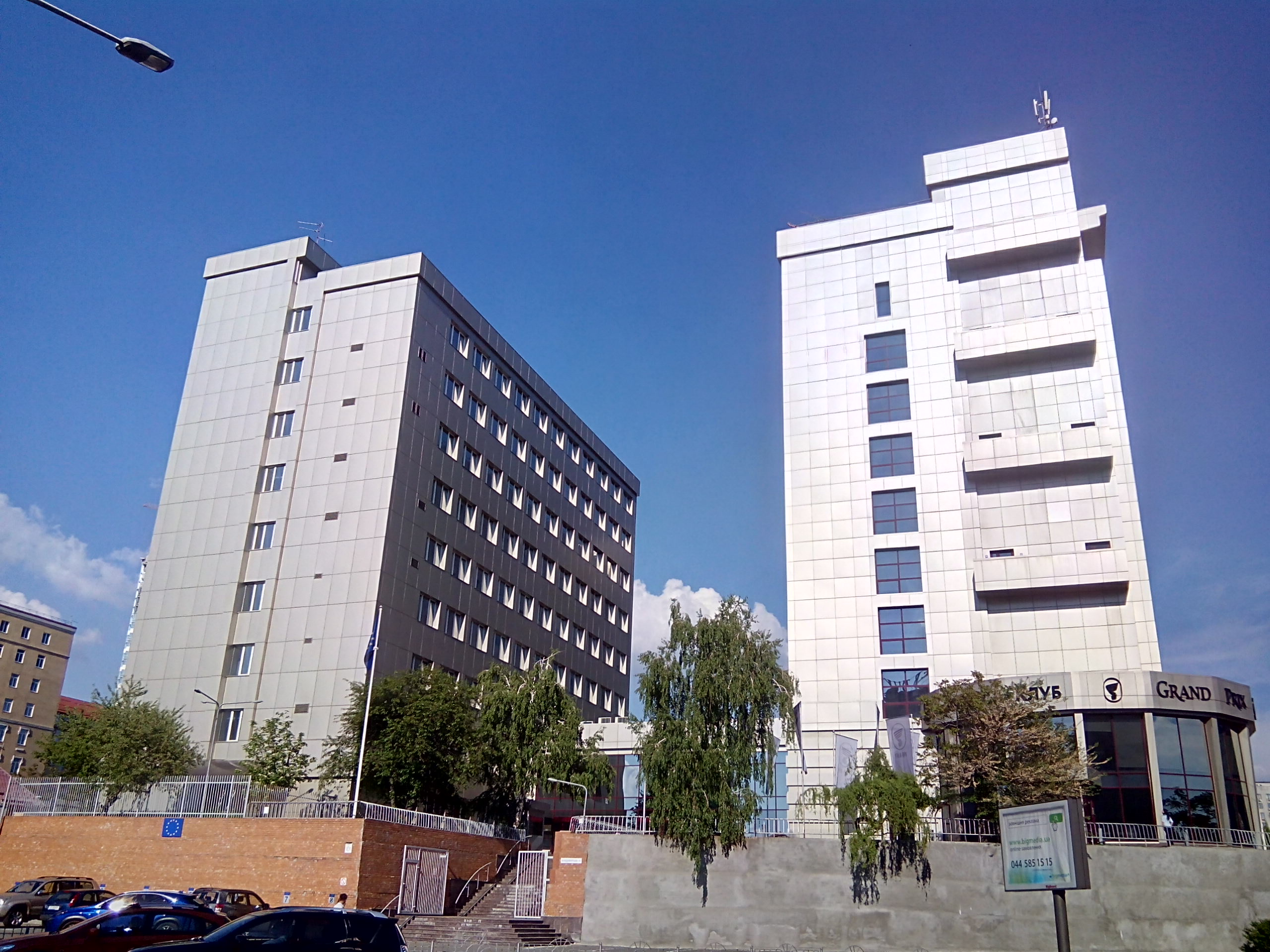
Представництво ЄС у Києві

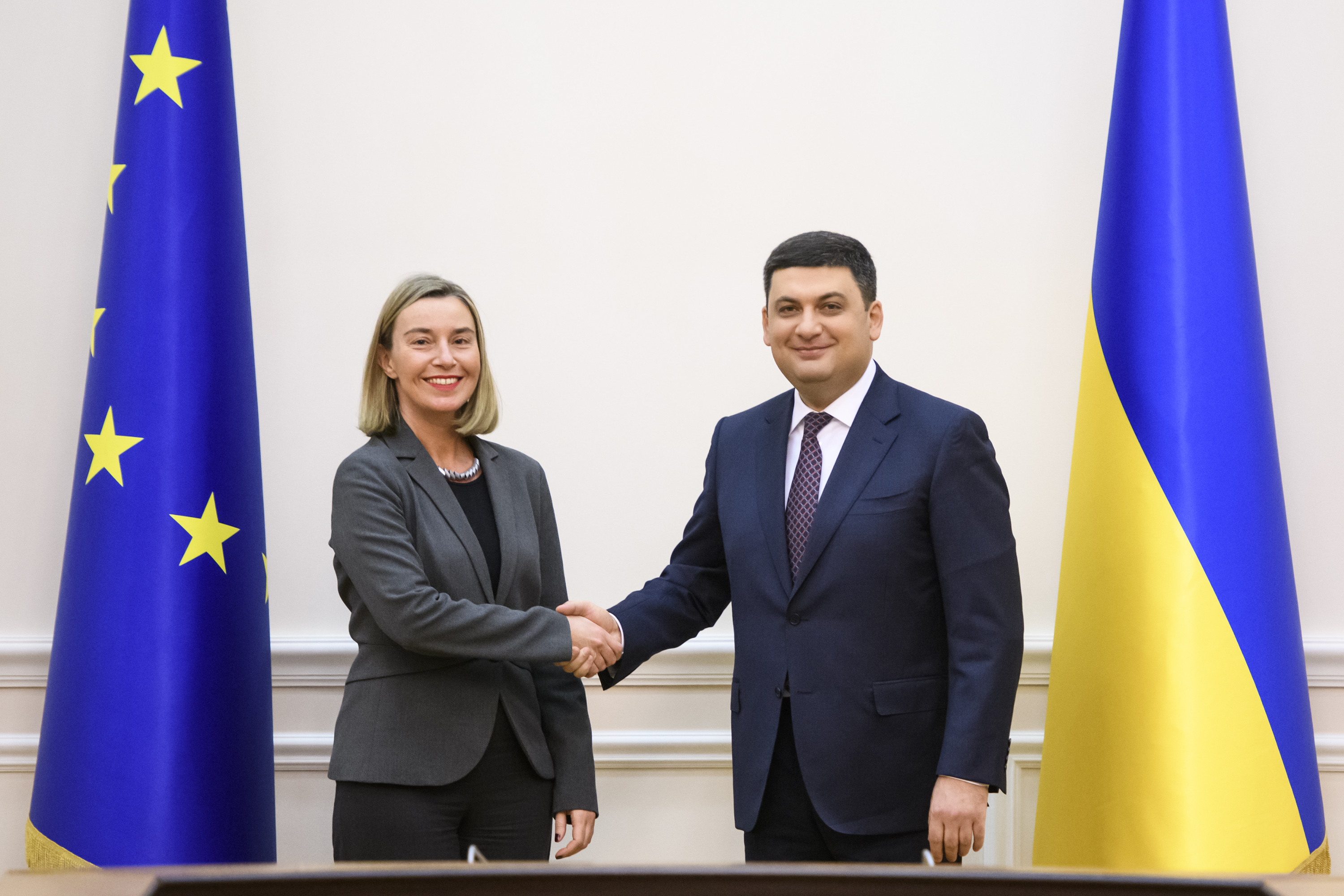
Володимир Гройсман із Високим представником ЄС із закордонних справ та безпекової політики Федерікою Могеріні

## Ukraine Facility
Ukraine Facility — програма фінансової підтримки України від ЄС на €50 млрд у 2024-2027 роках, які будуть спрямовані на фінансування державного бюджету України, стимулювання інвестицій, а також технічну підтримку в реалізації програми, ключовим завданням якої є забезпечення послідовної і передбачуваної фінансової підтримки України з боку ЄС.

## Саміти Україна— ЄС
Щорічні саміти Україна — ЄС відбуваються почергово в Україні та ЄС на підставі Угоди про асоціацію між Україною та ЄС. Перший саміт пройшов 5 вересня 1997 року у Києві. Останній 24-й черговий саміт пройшов 3 лютого 2023 року.

### Закони України, постанови органів влади України, міжнародні угоди України
1. ↑  Угода між Європейським Союзом і Україною «Про визначення загальної схеми участі України в операціях Європейського Союзу із врегулювання криз». Архів оригіналу за 12 лютого 2018. Процитовано 11 лютого 2018.
2. ↑  Угода між Україною та Європейським Союзом «Про процедури безпеки, які стосуються обміну інформацією з обмеженим доступом». Архів оригіналу за 12 лютого 2018. Процитовано 11 лютого 2018.